# Phthorimaea ferella
Phthorimaea ferella es una especie de  lepidóptero de la familia Gelechiidae. Fue descrita por Carlos Berg en 1875.

## Distribución
Se encuentra en la Patagonia.

## Descripción
Su envergadura es de entre 10 y 12 mm.